# Petroglifos de Toro Muerto

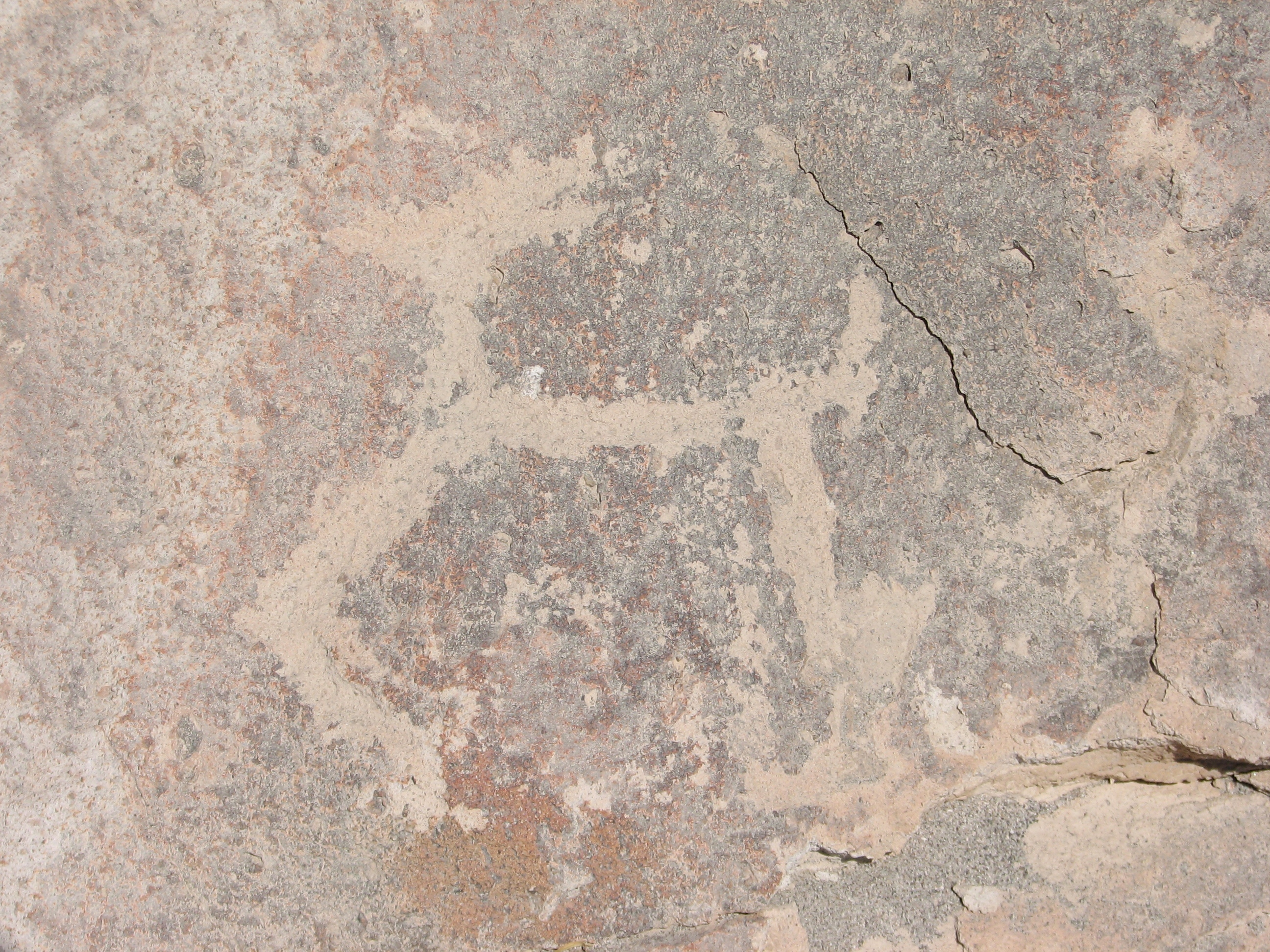
Llama.

Petroglifos de Toro Muerto se halla a tres horas de carretera desde Arequipa hacia Lima, en el Perú. También se puede llegar desde el Valle del Colca. Aquí se encuentran una serie de petroglifos conocidos con el nombre de Toro Muerto. Son manifestaciones de arte rupestre en el Valle del Majes distribuidos en una superficie de 5 km², extendiéndose entre los 400 y 800 ms.n.m. Tal vez sea la zona más rica en arte rupestre en el mundo; tiene más de 6,000 bloques grabados en bajo relieve. Sus piedras han sido grabadas con todo tipo de representaciones geométricas y antropomórficas, aves, cuadrúpedos, reptiles, etc.
Las piedras volcánicas abundan en este sitio ya que hay dos volcanes relativamente cerca, el Chachani y el Coropuna.
El sitio ha sido inscrito en 2019 en la Lista Indicativa del Patrimonio Mundial de la Convención de Unesco de 1972.